# Kromakker
Een kromakker is een bijzondere middeleeuwse kavelvorm. Het zijn smalle en langwerpige akkers in de vorm van de letters 'S' of 'C'. In Nederland zijn ze uitsluitend te vinden in het rivierengebied. Ze maken meestal deel uit van grotere akkercomplexen, die een tegenhanger vormen van de essen op de zandgronden.
Deze akkervorm zou zijn ontstaan door het gebruik van zware karploegen met een vast keerbord of rister. Deze werden getrokken door een span van vaak acht of meer trekdieren. Om hiermee te kunnen draaien was het noodzakelijk al ruim voor het einde van de akker de bocht in te zetten. Het oorspronkelijk rechte perceel bouwland veranderde hierdoor geleidelijk aan in een krom veld. De kromakkers kregen door de manier van ploegen ook een bolle ligging.